# Merriweather Post Pavilion
Merriweather Post Pavilion é o oitavo álbum de estúdio da banda americana de pop psicodélico e pop experimental Animal Collective, lançado em janeiro de 2009 sob o selo Domino Records. O álbum alcançou a 13ª posição na Billboard 200 e a 2ª posição nas paradas de álbuns independentes dos Estados Unidos. De acordo com o site Metacritic, Merriweather foi o álbum mais aclamado pela crítica em 2009, tendo vendido mais de 200 000 cópias até 2012. O álbum conta com os singles  "My Girls" (eleita a Melhor Canção de 2009 pela Pitchfork e pela Slant Magazine), " Summertime Clothes" e "Brother Sport".
O nome do álbum deriva do espaço de concertos homônimo Merriweather Post Pavilion, localizado em Columbia, Maryland. Um plano para se apresentar no Merriweather Post Pavilion após o lançamento do álbum, em 2009, não foi bem sucedido, e a banda só realizou o concerto neste no espaço em julho de 2011.

## Contexto
Após gravar o álbum Strawberry Jam (2007), o guitarrista Josh Dibb disse que daria uma pausa em suas atividades junto ao Animal Collective, alegando ser por questões pessoais. Como resultado, o grupo começou a escrever um novo conjunto de canções para serem tocadas sem guitarra. Inspirando-se no álbum Person Pitch, do músico Panda Bear, a banda usou samplers como instrumentos principais. O grupo performou nove dessas canções em maio de 2007, a maioria das quais apareceria mais tarde no álbum, além de que realizou uma turnê com elas durante 2008.

## Gravação
Para gravar o Merriweather Post Pavillon, seu oitavo álbum de estúdio, Animal Collective escolheu Ben H. Allen como coprodutor musical. Em entrevista ao Baltimore City Paper, Allen afirmou que a banda o escolheu devido "ao trabalho que fiz com Gnarls Barkley, e queriam minha experiência low-end". De acordo com Brian Weitz, se o trabalho de baixo custo de Allen foi uma motivação inicial para contratáwlo, logo a banda também ficou impressionada com seu gosto musical eclético, "Ele parecia ser alguém que, tecnicamente, sabia como trabalhar no hip-hop, mas tinha uma mente aberta para outros estilos também... saber que ele tinha se envolvido em muitas atividades da gravadora Bad Boy Records, nos anos 90, foi emocionante para nós", declarou Weitz. Em janeiro de 2008, a banda e Allen conversaram por meio de teleconferências via Skype, e no mês seguinte começaram a gravar no Sweet Tea Recording Studio em Oxford, Mississippi.
A privacidade durante as sessões de gravação foi uma preocupação fundamental para o grupo, e também decisivo para a escolha do Sweet Tea Recording Studio como local de gravação do álbum,. De acordo com Allen, “Durante todo o mês em que trabalhamos no álbum, as únicas pessoas que existiam eram eu, meu assistente e a banda. Não havia telefones ou computadores... É uma cidade pequena, estávamos no Sul, ninguém sabia quem éramos. Foi um trabalho sem interrupções". Dave Portner disse que o Sweet Tea era "o estúdio mais vibrante em que já estive. Parece que você está fazendo música em uma sala de estar que, por acaso, tem um console de mixagem Neve 8038". Além disso, como o Animal Collective planejava gravar um álbum fazendo uso extensivo de samples, a sala de controle do estúdio Sweet Tea possuía o tamanho ideal para isto. Weitz declarou, "queríamos fazer a maior parte das faixas na mesma sala que o engenheiro de som". Em Merriweather Post Pavilion, a banda queria capturar um som ao vivo no álbum, assim como pretendia no álbum Strawberry Jam. No entanto, os métodos de gravação para os dois álbuns foram muito diferentes, nas palavras de Noah Lennox, "nós os tratamos de maneiras totalmente opostas". Enquanto no Strawberry Jam eles trabalharam com uma base ao vivo, sobre a qual adicionaram alguns overdubs, no Merriweather eles "gravaram quase todos os sons individualmente em seu próprio canal, para que tivéssemos controle completo sobre cada parte do som no processo de mixagem".
A banda adotou uma série de práticas de gravação heterodoxas. Por exemplo, Animal Collective configurou seus sistemas de amplificadores de sinal na sala de controle, em tentativa de replicar o som ao vivo do grupo. Weitz disse, "uma vez que grande parte [do álbum] era eletrônico e baseado em samples, usamos aqueles alto-falantes amplificadores de sinal para fazer os samples".

## Arte
A arte do álbum é um exemplo de movimento ilusório, um tipo de ilusão de ótica que se baseia nas obras do psicólogo japonês Akiyoshi Kitaoka. A arte da capa foi compilada por Robert Carmichael, do estúdio SEEN, que já havia trabalhado com o Animal Collective.

## Lançamento

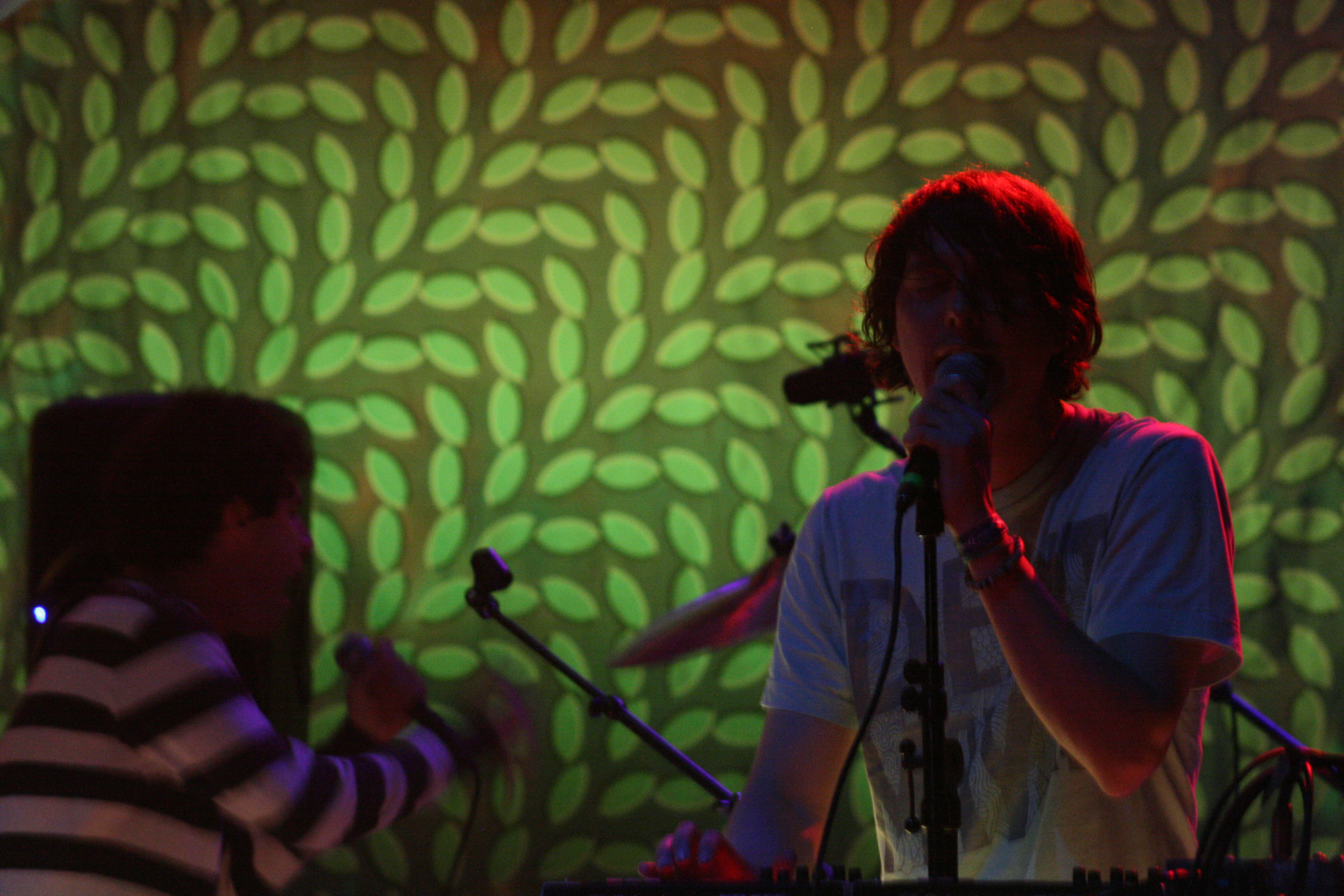
Animal Collective em turnê de promoção do álbum em junho de 2009

"A imagem da capa no encarta está longe de ser grande o suficiente. Vá procurá-la online, o maior que puder, e olhe fixamente para ela. Consegue ver como, ao tentar focar em qualquer parte do padrão tesselado, as seções na periferia de sua visão mudam e ondulam, quase vivas, tornando impossível fixar a imagem em sua mente?"

—Emily Mackay, em sua crítica na NME
Merriweather Post Pavilion foi anunciado no site oficial do Animal Collective em 5 de outubro de 2008, uma atualização que inicialmente causou uma grande confusão diante do caráter eigmático do anúncio. O site foi atualizado novamente em 8 de outubro, mostrando um vídeo da faixas, que foi seguido por um anúncio oficial do álbum em 10 de outubro. Antes do lançamento oficial do álbum, várias festas promocionais foram realizadas em várias cidades dos Estados Unidos e do Reino Unido.
Em 18 de novembro, a faixa Brother Sport vazou na internetapós ter sido tocada em um podcast musical francês. Posteriormente, a faixa foi postada em muitos sítios, incluindo a Pitchfork, mas acabsou sendo removida de praticamente todos os lugares pela empresa britânica de combate à pirataria, a Web Sheriff. Em 24 de novembro, foi veiculada notícia falsa de que a banda Grizzly Bear havia sido responsável pelo vazamento da faixa, que foi publicada através de seu blogue. Em seguida, Ed Droste, membro fundador da Grizzly Bear, esclareceu que eles apenas republicaram a faixa, que podia ser encontrada em vários sítios. Em 25 de dezembro de 2008, uma versão em baixa qualidade da edição em vinil do álbum vazou na internet.
O álbum foi lançado em vinil nos Estados Unidos em 6 de janeiro de 2009, e em compact disc (CD) e versão digital em 20 de janeiro. Em 12 de janeiro , Merriweather foi lançado em vinil e (CD) no Reino Unido.  Em 2009, foi premiado com o certificado de prata da Independent Music Companies Association, que indicou vendas de cerca de 30 000 cópias em toda a Europa. Merriweather atingiu a 13ª posição na parada musical Billboard 200, e até 2012 havia vendido mais de 199 000 cópias – mais que o dobro do álbum até então mais vendido da banda, o Strawberry Jam.

## Recepção
| Críticas profissionais | Críticas profissionais |
| Avaliações da crítica  | Avaliações da crítica  |
| Fonte                  | Avaliação              |
| ---------------------- | ---------------------- |
| allmusic               | link                   |
| Drowned In Sound       | (9/10) link            |
| Entertainment Weekly   | (A-) link              |
| The Guardian           | link                   |
| NME                    | (8/10) link            |
| Pitchfork Media        | (9.6/10) link          |
| Rolling Stone          | link                   |
| Slant                  | link                   |
| Spin                   | link                   |
| Uncut                  | link                   |

Merriweather Post Pavilion foi recebido com aclamação universal no Metacritic, que atribui uma classificação de 0 a 100 às resenhas dos principais críticos, o álbum recebeu uma pontuação média de 89, com base em 36 resenhas. As revistas Slant e Uncut deram ao álbum a nota máxima de cinco estrelas. Stephen Troussé, do Uncut, escreveu que o álbum "parece ser um dos álbuns americanos mais marcantes do século até agora". Andrzej Lukowski, do Drowned in Sound, escreveu: "O Merriweather Post Pavilion é o álbum perfeito que se esperava ser? Como um todo, eu diria que está perto disso." Entre as críticas mistas, Michael Patrick Brady, do The Boston Phoenix deu ao álbum duas estrelas e meia numa avaliação que vai até quatro, argumentando que o álbum "carece da jovialidade e espontaneidade que tanto tornou querido este grupo".
Mark Richardson, da Pitchfork, deu ao álbum uma nota de 9,6 de 10, e disse que o álbum é "impressionante em sua imediação e junta-se aos ouvintes como amigável e acolhedor." Posteriormente, a Pitchfork classificou Merriweather Post Pavilion na posição 14 da lista dos 200 melhores álbuns dos anos 2000 e também classificou-o como o álbum do ano de 2009. Andy Battaglia, do The A.V. Club,   o álbum de "um resumo e uma expansão de tudo o que o Animal Collective fez até agora, com um foco mais nítido na melodia e nos vocais mais animais que guiam as músicas". Dave Simpson, do The Guardian, deu ao álbum quatro de cinco estrelas, declarando o som do álbum como sendo o mais pop do grupo e "um álbum alegre e transcendente que de alguma forma lembra crianças soltas em uma caixa de areia musical."  Leah Greenblatt, da Entertainment Weekly, classificou o álbum com um A-, e disse que que o álbum "chega mais perto da estética ouvinte amigável de Person Pitch", álbum de Noah Lennox (em seu projeto Panda Bear).
Em sua cobertura final do ano de 2009, a revista musical britânica Clash classificou Merriweather Post Pavilion como o álbum do ano, publicando uma análise aprofundada do álbum e uma entrevista com Noah Lennox. A Spin Magazine também classificou-o como o melhor álbum do ano, assim como o fizeram a revista Entertainment Weekly e a rádio KEXP. A Rolling Stone colocou-o em 14º  em sua lista anual, e foi classificado em 30º  pela The Wire. Na avaliação popular  de 2009 da revista Exclaim!, leitores do Canadá votaram no álbum como o 2º melhor álbum experimental e 7º melhor de eletrônica. Em 2010, o álbum foi incluído no livro 1001 Albums You Must Hear Before You Die.

## Lista de faixas
Todas as faixas escritas e compostas por Animal Collective. 
| N.º            | Título               | Duração |  |
| 1.             | "In the Flowers"     | 5:22    |  |
| 2.             | "My Girls"           | 5:40    |  |
| 3.             | "Also Frightened"    | 5:14    |  |
| 4.             | "Summertime Clothes" | 4:30    |  |
| 5.             | "Daily Routine"      | 5:46    |  |
| 6.             | "Bluish"             | 5:13    |  |
| 7.             | "Guys Eyes"          | 4:30    |  |
| 8.             | "Taste"              | 3:53    |  |
| 9.             | "Lion in a Coma"     | 4:12    |  |
| 10.            | "No More Runnin"     | 4:23    |  |
| 11.            | "Brother Sport"      | 5:59    |  |
| Duração total: | Duração total:       | 54:45   |  |

## Créditos
- Avey Tare – vocais, sintetizadores, samples, teclado, guitarra, percussão
- Panda Bear – vocais, samples, sintetizadores, percussão
- Geologist (Brian Weitz) – sintetizadores, samples
- Ben Allen – engenharia e mixagem de som
- Aaron Ersoy – assistente de som

## Paradas
| Paradas (2009)             | Posição |
| -------------------------- | ------- |
| ARIA Charts                | 63      |
| Tabela de Álbuns Espanhóis | 86      |
| UK Albums Chart            | 26      |
| US Billboard 200           | 13      |
| US Top Independent Albums  | 2       |

## Ballet Slippers
Em comemoração do 10º aniversário de Merriweather, em 2019, o Animal Collective lançou Ballet Slippers, um álbum ao vivo que consiste em versões apresentadas na turnê do disco original. O álbum ao vivo é façanhoso por ter sido mixado para "refletir uma experiência completa de show", incluindo transições de músicas e interlúdios, apesar das apresentações terem sido feitas em shows diferentes. Embora lançado em comemoração ao aniversário de Merriweather, algumas canções são de registros anteriores (como Lablakely Dress/Fireworks, um medley de canções dos álbuns Danse Manate e Strawberry Jam).

### Lista de faixas
Todas as faixas escritas e compostas por Animal Collective. 
| N.º            | Título                                                             | Duração |  |
| 1.             | "In The Flowers (Live June 2, 2009 Boulder, CO)"                   | 6:28    |  |
| 2.             | "Who Could Win A Rabbit (Live June 9, 2009 Ft. Lauderdale, FL)"    | 6:03    |  |
| 3.             | "Summertime Clothes (Live June 9, 2009 Ft. Lauderdale, FL)"        | 6:18    |  |
| 4.             | "Bleed (Live May 30, 2009 Las Vegas, NV)"                          | 4:52    |  |
| 5.             | "Guys Eyes (Live June 9, 2009 Ft. Lauderdale, FL)"                 | 8:24    |  |
| 6.             | "My Girls (Live May 30, 2009 Las Vegas, NV)"                       | 6:38    |  |
| 7.             | "Banshee Beat (Live June 2, 2009 Boulder, CO)"                     | 10:13   |  |
| 8.             | "Lion In A Coma (Live June 9, 2009 Ft. Lauderdale, FL)"            | 5:10    |  |
| 9.             | "No More Runnin' (Live May 29, 2009 Los Angeles, CA)"              | 4:49    |  |
| 10.            | "Lablakely Dress/Fireworks (Live June 9, 2009 Ft. Lauderdale, FL)" | 20:12   |  |
| 11.            | "Daily Routine (Live May 30, 2009 Las Vegas, NV)"                  | 5:22    |  |
| 12.            | "Brothersport (Live June 2, 2009 Boulder, CO)"                     | 8:59    |  |
| Duração total: | Duração total:                                                     | 1:35:21 |  |